# Килифаревска книжовна школа
Килифàревската книжòвна шкòла е средище за организирана книжовна дейност в България.
Създава се около 1350 г., след като Теодосий Търновски се завръща от полуостров Атон в Търново и с разрешението и материалната подкрепа на цар Иван-Александър (1331 – 1371) основава Килифаревския манастир, на който става игумен. Манастирът се превръща в център на исихазма и на Килифаревската книжовна школа. По всяка вероятност в него е основано и училище, където получават образование и се подготвят за книжовна дейност монаси от близки и далечни места.
Теодосий превежда сборника на своя учител Григорий Синаит „Глави зело полезние". Най-изтъкнатите му ученици са Киприан и бъдещият патриарх Евтимий Търновски. Ученици на Теодосий са и Дионисий (превежда проповеднически сборник „Маргарит" на Йоан Златоуст), Младен (през 1359 г. написва апостол за църквата „Свети Спас" в Търново), Сава, Тимотей, Роман и други. Килифаревската книжовна школа подготвя до голяма степен най-значителната културна проява на късното българско средновековие – Търновската книжовна школа. При завладяването на Търново от турците (1393) манастирът е разрушен и дейността на Килифаревската книжовна школа прекъсва.